# Microsoft Azure
Microsoft Azure (eller kortere Azure; indtil 25. marts 2014 betegnet som Windows Azure) er en cloud computingplatform og infrastruktur, der er skabt af Microsoft. Azure kom på markedet 1. februar 2010 og understøttes bl.a. af Umbraco. Azure er designet til levering af software, service og tjenesteydelser via internettet. Brugerne kan modtage for eksempel SaaS (Software as a Service), PaaS (Platform as a Service) og IaaS (Infrastructure as a Service).
Azures platform er en væsentlig del af Microsofts strategi for Cloudbaserede ydelser fra Microsoft Online Services. Platformen består af forskellige on-demand tjenester, som har Microsofts datacenter som vært. Microsoft har offentliggjort planer om, at en Azure Platform betegnet Appliance skal kunne anvendes i datacentre, som anvender andre leverandører end Microsoft, fx HP, Dell, Fujitsu og eBay.

## Services
Der findes over 600 forskellige services i Azure som kan bruges til forskellige formål; alt fra Software as a Service (SaaS) til Platform as a Service) PaaS, til Infrastructure as a Service (IaaS).
Azure understøtter desuden en lang række programmeringssprog og tredjeparts systemer.
De enkelte services er opdelt i forskellige produktkategorier, og udvikles hele tiden.

### Computer services
Indeholder en række services som bruges I forbindelse med virtuelle maskiner, app services, batch-kørsler, samt remote application adgang.

### Netværk
Her findes en række services til virtuelle netværk, dedikerede forbindelser og gateways, ExpressRoute, belastningsjustering samt DNS hosting.

### Storage
Disse services inkluderer en hel række storage muligheder som Blob storage, Archive storage, File storage, Disk storage, backup og Site Recovery mfl.

### Web + mobil
Bruges til udvikling af udrulning af web- og mobil-applikationer.

### Beholdere
Disse services bruges i forbindelse med kørsel af objektbeholdere på Azure, Windows eller Linux.

### Databaser
Bruges til databasetjenester som SQL, MySQL, PostgreSQL, SQL Data Warehouse, Azure Cosmos DB, tabellager mfl.

### Analyser
Disse bruges i forbindelse med analyser af big data, data lake analyser, data factory, even hubs og meget andet.

### AI + Machine learning
Indeholder services til kunstig intelligens, machine learning og andre kognitive services. Eks. Tekstanalyse, ansigtsgenkendelse, og Azure Bot service.

### Internet of Things
Overvågning og analyse af data fra sensorer og andre enheder med Internet of Things (IoT)

### Enterprise Integration
Bruges i forbindelse med eks. Publicering af sikre API’er, automatiske adgange på tværs af cloud uden brug af adgangskoder. Ligeledes kan man opsætte hybride lagerløsninger med disse services.

### Sikkerhed og identitet
De forskellige sikkerhedsservices er samlet her i et security center, hvor man kan opbevare nøgler i Key Vault, multi-faktor autentifikation og identitetsstyring.

### Udviklerværktøjer
Brug alle de services der knytter sig til udvikling som Visual Studio App Center, Visual Studie Team Services, Azure DevTest Labs, API Management og Xamarin. Der findes mange flere, dette er blot de overordnede produkter i denne kategori.

### Management tools
I denne kategori findes alle styringsportalerne, og værktøjerne. Eksempelvis Azure Portal, Azure Monitor, Site Recovery, Backup, Application Insights samt mange andre.

## Ekstern henvisning
- Microsoft Azure

| Programmering | Spire Denne artikel om datalogi eller et datalogi-relateret emne er en spire som bør udbygges. Du er velkommen til at hjælpe Wikipedia ved at udvide den. |